# Árd Carna
Árd Carna (łac. Dioecesis Ardcarnensis, ang. Diocese of Ardcarn) – stolica historycznej diecezji w Irlandii, erygowanej w VI wieku, a zlikwidowanej w roku 1111. Współcześnie miejscowość Ardcarn w hrabstwie Roscommon. Obecnie katolickie biskupstwo tytularne.

## Biskupi tytularni
| Lp. | Biskup               | Funkcja                                           | Od                   | Do                |
| --- | -------------------- | ------------------------------------------------- | -------------------- | ----------------- |
| 1   | Francis John Doyle   | emerytowany biskup Sideia (Papua-Nowa Gwinea)     | 7 marca 1970         | 4 listopada 1973  |
| 2   | Edward Bede Clancy   | biskup pomocniczy Sydney (Australia)              | 25 października 1973 | 24 listopada 1978 |
| 3   | Thomas Kevin O’Brien | biskup pomocniczy Middlesbrough (Wielka Brytania) | 9 listopada 1981     | 27 grudnia 2004   |
| 4   | Johannes Bündgens    | biskup pomocniczy Akwizgranu (Niemcy)             | 15 marca 2006        |                   |